# UFC Fight Night: dos Santos vs. Ivanov
UFC Fight Night: dos Santos vs. Ivanov (conosciuto anche come UFC Fight Night 133) è stato un evento di arti marziali miste tenuto dalla Ultimate Fighting Championship il 14 luglio 2018 alla CenturyLink Arena di Boise, negli Stati Uniti.

## Risultati
|                                   | Divisione             |                       |                 |                 | Metodo                                      | Round           | Tempo           | Premio          |
| Card Principale                   | Card Principale       | Card Principale       | Card Principale | Card Principale | Card Principale                             | Card Principale | Card Principale | Card Principale |
| --------------------------------- | --------------------- | --------------------- | --------------- | --------------- | ------------------------------------------- | --------------- | --------------- | --------------- |
|                                   | Pesi massimi          | Junior dos Santos     | batte           | Blagoj Ivanov   | Decisione unanime (50-45, 50-45, 50-45)     | 5               | 5:00            |                 |
|                                   | Pesi welter           | Sage Northcutt        | batte           | Zak Ottow       | KO (pugni)                                  | 2               | 3:13            |                 |
|                                   | Pesi piuma            | Rick Glenn            | batte           | Dennis Bermudez | Decisione non unanime (30-27, 28-29, 29-28) | 3               | 5:00            |                 |
|                                   | Pesi welter           | Niko Price            | batte           | Randy Brown     | KO (pugni)                                  | 2               | 1:09            | POTN            |
|                                   | Pesi piuma            | Chad Mendes           | batte           | Myles Jury      | KO tecnico (pugni)                          | 1               | 2:52            | POTN            |
|                                   | Pesi gallo femminili  | Cat Zingano           | batte           | Marion Reneau   | Decisione unanime (30-27, 30-27, 30-26)     | 3               | 5:00            |                 |
| Card Preliminare (Fox Sports 1)   |                       |                       |                 |                 |                                             |                 |                 |                 |
|                                   | Pesi gallo            | Alejandro Pérez       | batte           | Eddie Wineland  | Decisione unanime (29-28, 29-28, 29-28)     | 3               | 5:00            |                 |
|                                   | Pesi piuma            | Alexander Volkanovski | batte           | Darren Elkins   | Decisione unanime (30-27, 29-28, 29-28)     | 3               | 5:00            |                 |
|                                   | Pesi mosca            | Said Nurmagomedov     | batte           | Justin Scoggins | Decisione non unanime (29-28, 28-29, 29-28) | 3               | 5:00            |                 |
|                                   | Pesi piuma            | Raoni Barcelos        | batte           | Kurt Holobaugh  | KO (pugni)                                  | 3               | 1:29            | FOTN            |
| Card Preliminare (UFC Fight Pass) |                       |                       |                 |                 |                                             |                 |                 |                 |
|                                   | Pesi mosca femminili  | Liz Carmouche         | batte           | Jennifer Maia   | Decisione unanime (30-27, 30-27, 29-28)     | 3               | 5:00            |                 |
|                                   | Pesi mosca            | Mark De La Rosa       | batte           | Elias Garcia    | Sottomissione (rear-naked choke)            | 2               | 2:00            |                 |
|                                   | Pesi paglia femminili | Jessica Aguilar       | batte           | Jodie Esquibel  | Decisione unanime (30-27, 29-28, 29-28)     | 3               | 5:00            |                 |

## Premi
I lottatori premiati ricevettero un bonus di 50.000 dollari.
Legenda:
- FOTN: Fight of the Night (vengono premiati entrambi gli atleti per il miglior incontro dell'evento)
- POTN: Performance of the Night (viene premiato il vincitore per la migliore performance dell'evento)